# Sweet Evil Sun
Sweet Evil Sun è un album in studio del gruppo musicale svedese Candlemass, pubblicato nel 2022 dalla Napalm Records.

## Tracce
1. Wizard of the Vortex – 6:02
2. Sweet Evil Sun – 3:40
3. Angel Battle – 6:29
4. Black Butterfly – 5:46
5. When Death Sighs – 5:59
6. Scandinavian Gods – 4:36
7. Devil Voodoo – 7:36
8. Crucified – 6:24
9. Goddess – 6:07
10. A Cup of Coffin (Outro) – 1:12

## Formazione

### Gruppo
- Johan Längqvist – voce
- Leif Edling – basso
- Mappe Björkman – chitarra
- Lars Johansson – chitarra
- Jan Lindh – batteria